# Кіпча (заповідне урочище)
Кі́пча — заповідне урочище місцевого значення в Україні. Об'єкт розташований на території Надвірнянського району Івано-Франківської області, Зарічанське лісництво, квартал 12, виділи 13, 19. 
Площа — 5,7 га, статус отриманий у 1972 році.